# Batalla d'al-Hasakah
La batalla d'Al-Hasakah va començar com una ofensiva llançada a la Governació d'al-Hasakah durant la Guerra Civil siriana, quan l'Estat Islàmic (EI) va intentar per capturar la ciutat d'Al-Hasakah, dividida en aquell moment en dues àrees una en mans de les Forces armades sirianes i l'altre per les Unitats de Protecció Popular (YPG) kurdes. El 17 de juliol, les YPG van capturar totes les carreteres i poblacions que rodejavenAl-Hasakah, assetjant els combatents jihadistes que quedeven dins de ciutat. El 28 de juliol, en col·laboració amb l'Exèrcit Àrab de Síria, van expulsar l'EI de la majoria dels barris d'Al-Hasakah, exceptuant l'entrada sud i el districte Al-Zuhour. L'1 d'agost, la ciutat va ser completament alliberada de militants islamistes.

## Antecedents
El 30 de maig de 2015, després que forces jihadistes  col·lapessin a la zona oest de la província, van llançar una ofensiva contra les zones en mans de l'Exèrcit Àrb Sirià a la ciutat d'Al-Hasakah. Tot i que el forces kurdes inicialment van mantenir-se al marge dels enfrontaments,  el 5 de juny van iniciar els ataca contra l'EI. Les YPG van ser reconegudes, llavors, com a combatent principal dins la ciutat. El 8 de juny de 2015, l'EI va ser forçat a retrocedir i l'Exèrcit Àrab Sirià va ser capaç d'establir una zona de seguretat, mantenint les tropes islamistes a uns 12 quilòmetres del sud de la ciutat.